# Ivan Rein
Ivan Rein (Osijek, 9. rujna 1905. –  Sisak, 12. prosinca 1943.), hrvatski slikar.

## Životopis
Ivan Rein dolazi iz bogate i intelektualne osječke obitelji Rein. Otac Mavro mu je bio poznati i priznati pravnik i odvjetnik. Iako su na mladog Reina utjecali profesori Petar Orlić i Rudolf Turković, sustavniju je slikarsku poduku stekao u privatnoj umjetničkoj školi Josipa Leovića. U Osijeku su za vrijeme Reinovih srednjoškolskih dana djelovali slikari Vladimir Filakovac, Petar Orlić, Rudolf Turković, Josip Leović, Kornelije Tomljenović, Slavko Tomerlin, Elza Recnitz i drugi.
Kao zanimljivu činjenicu iz Reinova života, Jelica Ambruš spominje kako je Rein za vrijeme gimnazijskih dana sjedio u klupi s Oskarom Neumannom (Nemonom), kasnije važnim europskim kiparom koji se posvetio portretističkoj plastici: „Obojica Židovi, izuzetno talentirani, pokazuju već u vrijeme gimnazijskog školovanja likovne sklonosti: Rein za slikarstvo, a Neuman za kiparstvo.“ Rein se prvi puta osječkoj publici predstavio 1923. godine izložbom koju je održao zajedno s učiteljem Leovićem. Likovna je kritika na Reinove radove gledala vrlo blagonaklono. Njegova djela iz ovog razdoblja nisu ostala sačuvana, a slična je sudbina zadesila i ostatak njegova opusa koji je nastajao sve do slikarove smrti. Rein se nakon mature zajedno s obitelji seli u Zagreb, a 1924. godine odlazi u Beč na studij arhitekture. Ubrzo prekida započeti studij, vraća se u Zagreb te već 1925. godine upisuje slikarstvo na zagrebačkoj Akademiji likovnih umjetnosti u klasi Vladimira Becića. U velikoj će se mjeri osjetiti Becićev utjecaj na mladoga studenta, premda je Rein vrlo maljivo pratio i aktualna umjetnička kretanja na europskoj sceni. Reinovo oslanjanje na umjetnička kretanja vlastite sredine Ambruš objašnjava sljedećim riječima: „Likovne prilike u Zagrebu sredinom trećeg desetljeća bile su u snažnom znaku slikarstva hrvatske škole, što je trajno obilježilo i Reinovo rano slikarsko formiranje i poimanje slikarstva. Te dojmove ponio je kasnije po završetku Akademije u Pariz i teško ih se oslobađao i u izravnim doticajima s europskom umjetnošću.“

## Pariz (1929. – 1940.)
Rein zbog intelektualne potrebe i želje za boravkom i djelovanjem u samome središtu svjetskih umjetničkih zbivanja toga doba, 1929. godine odlazi u Pariz. Na početku pariškog razdoblja još se uvijek osjeća snažan utjecaj Becića i Babića. Kratak boravak kod Andréa Lhotea nije na njega ostavio gotovo nikakvoga traga. Rein je tek u Parizu sustavnije počeo raditi na oblikovanju vlastitog slikarskog rukopisa. U početku je, strogo se opredijelivši za figuraciju, intenzivno proučavao impresioniste kako bi ih u narednim godinama tek djelomično slijedio. Osobito velik utjecaj na njegovo shvaćanje slikarstva ostavljaju djela Éduarda Maneta. Reinovo je slikarstvo tonsko i u velikoj mjeri odiše duhom intimizma. Vlastito je uporište tražio i u starijoj slikarskoj tradiciji te je sa zanimanjem proučavao djela Diega Velázqueza, Francisca Goye, Eugèna Delacroixa, El Greca, Gustavea Courbeta i drugih. O tome doznajemo i u pismu upućenom srpskoj slikarici Ljubici Sokić 1938. godine: „Svršio sam dvije kopije po Grecu. Vrlo sam zadovoljan. Početi ću jednu glavu od Courbeta, žene u njegovom ateljeu, žena sa šalom punim cvijeća. Živio Courbet. Bonjour monsieur Courbet.“
Djela nastala u prvom razdoblju njegova boravka u francuskoj prijestolnici kvalitativno su bila vrlo neujednačena: „to plodno i uspješno slikarsko razdoblje obilježuje veliki kvalitativni raspon, iz kojeg nam se nameće nekoliko vrijednih i uvjerljivih ostvarenja s karakteristikama neorealizma, intimizma i naznaka ekspresionizma.“ O ekspresionističkoj je komponenti Reinovih djela pisao i Grgo Gamulin potkrepljujući, između ostalog, svoju tvrdnju i s činjenicom da je Vladimir Maleković Reinovo djelo Éliane uključio u izložbu „Ekspresionizam i hrvatsko slikarstvo“ održanu 1980. godine u zagrebačkom Umjetničkom paviljonu. Među najranije danas sačuvane slike iz toga razdoblja ubrajaju se Djevojka s bijelom maramom, Muškarac sa šeširom, Na stolici i Mrtvi mačevalac. Do većeg zamaha u njegovu radu dolazi oko 1932. godine. Kao rezultat toga uzleta nastaju dvije vrlo važne slike u Reinovoj umjetničkoj biografiji – Le Clochard i Djevojka u vrtu. Naredne dvije ili tri godine obilježene su određenom stagnacijom. Do novoga je umjetničkog zamaha u slikarevu radu došlo između 1936. i 1938. godine. Tada nastaju dvije njegove najzrelije slike, Éliane i Most, obje datirane oko 1936. godine. Rein u čitavom četvrtom desetljeću nije odustajao od neorealizma – koji je u Parizu toga doba bio vrlo raširen slikarski pravac – intimizma i ekspresionizma. Tematski je najčvršće bio vezan za prikaz ljudske figure, premda se nerijetko odlučivao na slikanje veduta, pejzaža, mrtve prirode te scena i motiva iz gradske svakodnevnice u kojoj je veliki naglasak stavljao na dočaravanje ambijenta. Temelj su Reinova umjetničkog rada bili crteži na što ukazuje i njihova brojnost. Naglašavajući važnost crteža za cjelokupni Reinov opus, Ambruš ga naziva i „primarnim elementom Reinova slikarstva“
U Reinovu se radu za vrijeme čitavog pariškog razdoblja može zabilježiti kontinuitet bez naglašenijih evolutivnih mijena. Dosljedno se odupirao usvajanju avangardnih utjecaja s kojima je bio u neprestanom doticaju. Ipak, oko 1938. godine na trenutak je zakoračio i u domenu avangardne umjetnosti. Vidljivo je to na slikama Bal i Na stolu u kojima na slikarsko platno uvodi elemente kubizma. Od takvih je umjetničkih eksperimenata vrlo brzo odustao, vrativši se njegovanju ranijih stilskih koordinata. Iste se godine počeo intenzivno zanimati za rad Pierrea Bonnarda. Društvena situacija toga doba u velikoj je mjeri utjecala na samog umjetnika. Nakon iskustva španjolskog građanskog rata 1936. godine, Rein na svojim platnima i crtežima sve češće počinje tematizirati smrt. Ova je tema ostala gotovo egzistencijalno vezana za Reinova djela sve do njegove skore smrti.

## Zagreb i okolnosti Drugog svjetskog rata (1940. – 1943.)
Vrativši se u Zagreb u travnju 1940. godine, Reinu je trebalo nešto vremena da se prilagodi novoj sredini i nastavi s radom. Najveći je dio ranije nastaloga opusa ostavio u Parizu kod poznanika Luciena Lafebvrea Foineta. Tek je vrlo mali broj djela dopremljen u Zagreb gdje ih je već iste godine izlagao na „I. godišnjoj izložbi hrvatskih umjetnika“. Veći je broj radova vraćen tek 1952. godine u zagrebačku Modernu galeriju, dok su crteži svoje mjesto našli u Grafičkome kabinetu. Rein je posljednjih godina života nastavio slikati, iako je iz tog razdoblja do danas ostao sačuvan samo mali broj radova, većinom crteža i akvarela. Neko je vrijeme boravio u židovskim logorima u Kraljevici i Rabu. Rapski je logor nakon kapitulacije Italije ukinut. Rein je tada bio oslobođen, ali se ubrzo nakon toga pridružio narodnooslobodilačkom pokretu. Umro je 12. prosinca 1943. godine u Sisku od posljedica teškoga ranjavanja. Cjelokupni opus Ivana Reina dugo vremena ostao je neobrađen te nije bila provedena njegova stručna valorizacija. Detaljnu je umjetničku obradu Reinova opusa napravila kustosica Jelica Ambruš iz osječke Galerije likovnih umjetnosti. Godine 1982. priređena je velika umjetnikova monografska izložba predstavljena u Zagrebu, Osijeku i Beogradu.

## Izdvojena djela
- Djevojka s bijelom maramom, oko 1932., ulje na platnu, 65x50 cm

- Na stolici, oko 1932., ulje na platnu, 81x60 cm

- Mrtvi mačevalac, oko 1932., ulje na platnu, 89,5x130,5 cm

- Djevojka s lepezom, oko 1932., ulje na platnu, 81x160,5 cm; Moderna galerija, Zagreb
- Ženski akt,  oko 1932., ulje na platnu, 70,5x99,5 cm
- Le Clochard, 1933., ulje na platnu, 193x129 cm; Zbirka Bauer i Galerije umjetnina, Vukovar
- Éliane, 1936, ulje na platnu, 55,5x46 cm
- Pejzaž s tvornicom, oko 1937., ulje na platnu, 61x50 cm
- Crveni zid, oko 1936., kombinirana tehnika, 66x51 cm
- Bal, 1938., ulje na platnu, 46x33 cm

## Galerija djela
- Bal, 1938., ulje na platnu, 46x33 cm
- Crveni zid, oko 1936., kombinirana tehnika, 66x51 cm
- Djevojka s bijelom maramom, oko 1932., ulje na platnu, 65x50 cm
- Djevojka s lepezom, oko 1932., ulje na platnu, 81x160,5 cm
- Éliane, 1936, ulje na platnu, 55,5x46 cm
- Le Clochard, 1933., ulje na platnu, 193x129 cm
- Mrtvi mačevalac, oko 1932., ulje na platnu, 89,5x130,5 cm
- Na stolici, oko 1932., ulje na platnu, 81x60 cm
- Pejzaž s tvornicom, oko 1937., ulje na platnu, 61x50 cm
- Ženski akt,  oko 1932., ulje na platnu, 70,5x99,5 cm

## Značajnije izložbe
- Izložba Leović – Rein, Županijska dvorana, prosinac 1923., Osijek (samostalna)
- Izložba jugoslavenskih umjetnika koji žive u Parizu, listopad 1932., Pariz
- I. izložba zagrebačkih umjetnika, Umjetnički paviljon, lipanj 1934., Zagreb
- Pola vijeka hrvatske umjetnosti, Umjetnički paviljon, prosinac/siječanj 1938./39., Zagreb
- Izložba jugoslavenskih slikara i kipara, Galerija Bernheim Jeune, ožujak/travanj 1939., Pariz
- Prva godišnja izložba hrvatskih umjetnika, Dom likovnih umjetnosti, svibanj/lipanj 1940., Zagreb
- Umjetnost u revoluciji, Moderna galerija, prosinac/siječanj 1950./60., Zagreb
- Erotika u hrvatskom slikarstvu, crtežu i grafici, Umjetnički paviljon, listopad-studeni 1977., Zagreb
- Ekspresionizam i hrvatsko slikarstvo, Umjetnički paviljon, travanj/svibanj 1980., Zagreb
- Lik-figura u novijem hrvatskom slikarstvu, Galerija likovnih umjetnosti, prosinac/siječanj 1981./82., Osijek
- Monografska izložba, Galerija likovnih umjetnosti, siječanj/veljača 1982., Osijek (samostalna)
- Ivan Rein: Pariška paleta (1929. – 1940.), Galerija likovnih umjetnosti, lipanj/srpanj 2013., Osijek

## Vanjske poveznice
- Osječki spomendan 12. prosinca  Arhivirana inačica izvorne stranice od 1. veljače 2014. (Wayback Machine)
- Ivan Rein: biografija  Arhivirana inačica izvorne stranice od 1. veljače 2014. (Wayback Machine)
- Jutarnji list: Pariška paleta Ivana Reina